# Минкас (город)
Минкас (М.к.с, Ме-це-сы) — город, осаждённый и взятый штурмом монголами в конце 1239—начале 1240 года в рамках их западного (кипчакского) похода.

## В первоисточниках
- город алан Ме-це-сы, осаждённый между 27 ноября и 26 декабря 1239 года и взятый спустя 3 месяца[1];
- город Минкас, к которому направились Гуюк, Мунке, Кадан и Бури и взяли его за 1 месяц и 15 дней зимой[2];
- город М.к.с., окружённый болотами и густым лесом, который стал крайней точкой продвижения монголов на Руси и после расчистки леса на участках шириной в 3-4 повозки и установки метательных орудий был взят царевичами сообща за несколько дней. Затем у каждого жителя якобы было отрезано правое ухо и насчитано 270 тыс ушей[3].

## В историографии
Историки как правило считают Минкас аланским городом, находящимся на Северном Кавказе, отождествляя его с ныне несуществующим Магасом, локализация которого, в свою очередь, является предметом споров. Некоторые историки, напротив, опираясь на известие о том, что город русский, отождествляют его с Москвой, Владимиром или Торжком, хотя поход на Минкас произошёл на год позже, Москва или Владимир не являлись точками максимального продвижения монголов на Руси, а Москва и Торжок не являлись крупными городами.
Командовавший походом на Минкас Мунке большинством историков считается руководителем похода на Чернигов в то же самое время (взят 18 октября 1239 года). После взятия Чернигова Мунке отошёл южнее и, не переходя Днепр, пытался вести с киевлянами переговоры о сдаче, но безуспешно. В БРЭ сопутствующая этому смена власти в Киеве относится уже к 1239 году, а исследователями, придерживающимися версии о нахождении Минкаса (и Мунке) на Северном Кавказе в зимой — не ранее чем февралём-мартом 1240 года.

## Летописи
- Рашид ад-Дин. Сборник летописей. — М.—Л.: Издательство АН СССР, 1960. — Т. 2.